# Apeadeiro de Guifões
O Apeadeiro de Guifões é uma interface da Linha de Leixões, que serve o complexo oficinal de Custóias, no Concelho de Matosinhos, em Portugal.

## História
Este apeadeiro situa-se no troço entre as estações de Contumil e Leixões da Linha de Leixões, que abriu à exploração em 18 de Setembro de 1938.
Em janeiro de 2021 foi restabelecido o Comboio Operário, entre a estação de Contumil e o apeadeiro de Guifões, para transporte exclusivo de trabalhadores dos complexos oficinais da CP e Metro do Porto, após 16 anos de inatividade. Recentemente, este comboio passou a ter origem e destino na estação de Ermesinde, sendo o serviço atualmente prestado tanto pelas automotoras da série 3400 como da série 2240 da CP.